# Hendrik van Heuraet
Henrik van Heuraet (1633? i Haarlem – 1660? i Leiden) var en hollandsk matematiker.

## Biografi
Hendrick van Heuraet blev født i Nederlandene i 1634 af Maria de Coninck og Abraham van Heuraet. Faderen var købmand, specaliseret i at sælge tøj. Moderen døde allerede i 1636, mens faderen døde i 1652, da van Heuraet var bare 18 år gammel. van Heuraet arvede ved faderens død, så han havde råd til i 1653 at tage til Leiden for at studere medicin på Universiteit Leiden, men han fik privatundervisning i matematik af Frans van Schooten sammen med bl.a. Christiaan Huygens. 
Man ved ikke meget om van Heuraets aktvivteter herefter, men i 1658 var han i Saumur, Frankrig, hvorfra han skrev et brev til van Schooten, som valgte at publicere det som et appendix til en anden udgave af den latinske oversættelse af Descartes' \textit{La Géometrie} året efter. Ydermere var der i samme bog endnu et appendix til ære for van Heuraet, nemlig en artikel om konstruktionen af infleksionspunkter på konkoiden. van Heuraets arbejde ledte imidlertid til en prioritetsstrid med Huygens, som dog ikke varede længe, for van Heuraet døde formentlig tidligt i 1660; dødsåret vides ikke med sikkerhed, men den sidste reference til ham var i et brev fra Huygens skrevet i december 1659.